# Gonoharjo
Gonoharjo is een bestuurslaag in het regentschap Kendal van de provincie Midden-Java, Indonesië. Gonoharjo telt 2271 inwoners (volkstelling 2010).